# Kebri Beyah
Kebri Beyah (auch Kebribeyah, Qebri Beyah, Gabribagia, Gabribaja; Amharisch ቀብሪ በያህ) ist ein Ort in der Jijiga-Zone der Somali-Region von Äthiopien. Es ist Hauptort der Woreda Kebri Beyah und Standort eines Flüchtlingslagers.
Nach Angaben der Zentralen Statistikagentur Äthiopiens für 2005 hatte Kebri Beyah 13.192 Einwohner. 1997 waren von 8840 Einwohnern 93,98 % Somali, 2,9 % Amharen und 1,4 % Oromo, 1,72 % gehörten anderen ethnischen Gruppen an.
Seit 1989 besteht bei Kebri Beyah ein Lager für Flüchtlinge aus Somalia. Es beherbergte zunächst vor allem Angehörige verschiedener Unterclans der Darod, sowohl Somalier als auch äthiopische Somali, die als Flüchtlinge in Somalia gelebt hatten und nun zurückkehrten. Die Einwohnerzahl blieb lange bei etwa 10.000. Kebri Beyah blieb als einziges Flüchtlingslager in der Somali-Region geöffnet, während die übrigen Lager (bei Hartisheik, Aware, Derwonaji, Teferi Ber und Ayisha) zwischen 1997 und 2005 geschlossen werden konnten, da ein Großteil der Flüchtlinge aus dem Norden Somalias (Somaliland) zurückkehrte. Das UNHCR rechnete 2005 damit, auch Kebri Beyah bald schließen zu können. Der Zustrom neuer Flüchtlinge aus dem umkämpften Süden Somalias führte allerdings dazu, dass die Einwohnerzahl des Lagers auf rund 16.000 bis 17.000 anstieg. Etwa 4000 wurden daher 2007 nach Teferi Ber/Awbere verlegt. Auch im Süden der Somali-Region wurden neue Lager eröffnet.